# Эйнар Сигурдссон
Эйнар Сигурдссон Криворотый (ум. 1020) — ярл Оркнейских островов (1014—1020), правил вместе со старшими братьями Сумарлиди и Бруси.

## Биография
В 1014 году после гибели оркнейского ярла Сигурда Хлодвирссона три его сына — Сумарлиди, Бруси и Эйнар унаследовали отцовские владения и разделили их между собой. Пятилетний Торфинн, младший сын Сигурда, не получил удела и воспитывался при дворе своего деда, шотландского короля Малькольма. Шотландский король выделил ему во владение области Кейтнесс и Сатерленд, пожаловав ему титул ярла.
«Сага об оркнейцах» сообщает, что  Эйнар был жестоким и жадным, но успешным в боях воином.

Оркнейские и Шетландские острова, Гебриды и остров Мэн в XI веке

В 1016 году скончался бездетный ярл Сумарлиди Сигурдссон, старший из четырех братьев. Торфинн потребовал от братьев передать ему часть Оркнейских островов. Эйнар Криворотый отказался передать Торфинну часть ярлства, а Бруси Сигурдссон выступал за то, чтобы передать треть островов Торфинну. После этого Эйнар Сигурдссон, имевший много сторонников, силой подчинил своей власти треть своего умершего брата Сумарлиди. Эйнар обложил жителей большими податями и совершал ежегодные викингские походы. Бонды в его владениях стали открыто высказывать недовольство. Во главе недовольных встал Торкель Амундссон, который вынужден был бежать к ярлу Торфинну в Кейтнесс. Торкель стал воспитателем юного Торфинна и получил прозвище «Воспитатель». Многие знатные люди из-за жестокости ярла Эйнара бежали с островов в Кейтнесс к Торфинну Сигурдссону.
Повзрослевший Торфинн потребовал от Эйнара Криворотого вернуть ему часть земель ярлства. Тогда Торфинн стал собирать в Кейтнессе войско. Эйнар сам выступил в поход на своего младшего брата Торфинна. Ярл Бруси Сигурдссон также собрал войско, но не хотел воевать и попытался примирить братьев. Ярлы Эйнар и Торфинн заключили перемирие, по условиям которого Торфинн получил во владение треть островов, а Эйнар и Бруси должны были объединить свои части ярлства под совместным управлением. Эйнар Сигурдссон был признан главой двух уделов и стал заниматься обороной островов. Торфинн отправил своих наместников на свой удел на островах, а сам большое время проводил в Кейтнессе. Каждое лето Эйнар Криворотый совершал викингские походы на побережья Ирландии, Шотландии и Англии.
Вскоре между Эйнаром и Торфинном возобновились враждебные отношения. Торкель Воспитатель был отправлен Торфинном на острова для сбора налогов. Эйнар Криворотый обвинял Торкеля в том, что его воспитанник Торфинн объявил о своих претензиях на острова. Торкель, предупрежденный родственниками и друзьями о грозившей ему опасности, вернулся в Кейтнесс, а оттуда осенью отплыл в Норвегию. Норвежский король Олав II Святой принял Торкеля Воспитателя с большими милостями. По приглашению Олава Святого ярл Торфинн Сигурдссон весной отплыл в Норвегию. Олав Святой хорошо принял ярла Торфинна, которые пробыл в Норвегии большую часть лета. Осенью ярл Торфинн и Торкель Воспитатель вернулись на Оркнейские острова. Ярл Эйнар Криворотый собрал большое войско и стал готовиться к войне. При посредничестве ярла Бруси братья Эйнар и Торфинн вторично примирились.
В 1020 году на пиру у Торкеля Воспитателя в Сандвике ярл Эйнар Криворотый был убит. После убийства Эйнара Торкель Воспитатель бежал в Норвегию ко двору короля Олава Святого.
У Эйнара Сигурдссона не было сыновей, поэтому его часть островов унаследовал старший брат Бруси Сигурдссон.